# خلیج هندوراس
خلیج هُندوراس (انگلیسی: Gulf of Honduras) یکی از خلیج‌های قابل توجه در منطقه کارائیب است که در شمال غرب دریای کارائیب واقع شده است. این خلیج میان سه کشور هندوراس، بلیز و گواتمالا قرار دارد و از نظر جغرافیایی و زیست‌محیطی اهمیت زیادی دارد. خلیج هندوراس به دلیل قرارگیری در نزدیکی دیواره مرجانی بلیز، که دومین دیواره مرجانی بزرگ جهان است، زیستگاه مجموعه متنوعی از گونه‌های دریایی و اکوسیستم‌های حساس است.
این منطقه به دلیل موقعیت جغرافیایی خود در گذشته نقش مهمی در مسیرهای تجاری و ارتباطی استعمار اسپانیا ایفا کرده است. همچنین، خلیج هندوراس محل تلاقی چند رودخانه بزرگ مانند رود اولوا و رود موتاگوا است که آب‌های شیرین خود را به این خلیج می‌ریزند. ورود این رودخانه‌ها نه‌تنها اکوسیستم منطقه را تقویت می‌کند، بلکه منابع غذایی و زیستگاه‌های گسترده‌ای برای گونه‌های آبزی ایجاد می‌کند.
از منظر زیست‌محیطی، این خلیج یکی از مناطق حفاظت‌شده‌ای است که به دلیل تهدیداتی مانند آلودگی، ماهیگیری بی‌رویه، و تغییرات اقلیمی تحت فشار قرار دارد. به ویژه، فعالیت‌های انسانی در سواحل اطراف و گسترش گردشگری در مناطقی مانند جزایر رواتان، تأثیرات چشمگیری بر وضعیت زیستی این ناحیه داشته است.
در خلیج هندوراس، همچنین بقایای تاریخی متعددی یافت می‌شود که بازمانده از دوران دزدان دریایی کارائیب است. این منطقه در قرون ۱۶ و ۱۷ میلادی محل درگیری‌های متعدد میان قدرت‌های استعماری و دزدان دریایی بوده و از این رو دارای ارزش تاریخی نیز است.  گردشگری اغلب به‌صورت سفرهای قایقی به جزایر پلیکان، به‌ویژه کی کالکر و آمبرگریس کی، انجام می‌شود.  خلیج هندوراس همچنان یک مقصد گردشگری محبوب برای غواصان و علاقه‌مندان به محیط‌های طبیعی است.
دزد دریایی بدنام، ریش‌سیاه، زمستان ۱۷۱۷ تا ۱۷۱۸ را با آزار دادن کشتی‌های تجاری که به‌سمت وراکروس (شهر)، مکزیک حرکت می‌کردند و از خلیج هندوراس عبور می‌کردند، گذراند. در آوریل ۱۷۱۸، در آتول ترنیف، ریش‌سیاه یک کشتی چوب‌بری به نام Adventure را تسخیر کرد و ناخدای آن، دیوید هریوت، را مجبور به پیوستن به گروه خود کرد. سپس ایزرائل هندز را به‌عنوان ناخدای Adventure منصوب کرد و به سمت کارولینای شمالی حرکت کرد.
در سال ۱۹۶۱، توفند هتی از خلیج هندوراس گذشت و ساختمان‌های بسیاری را در بلیز ویران کرد.

## جغرافیا

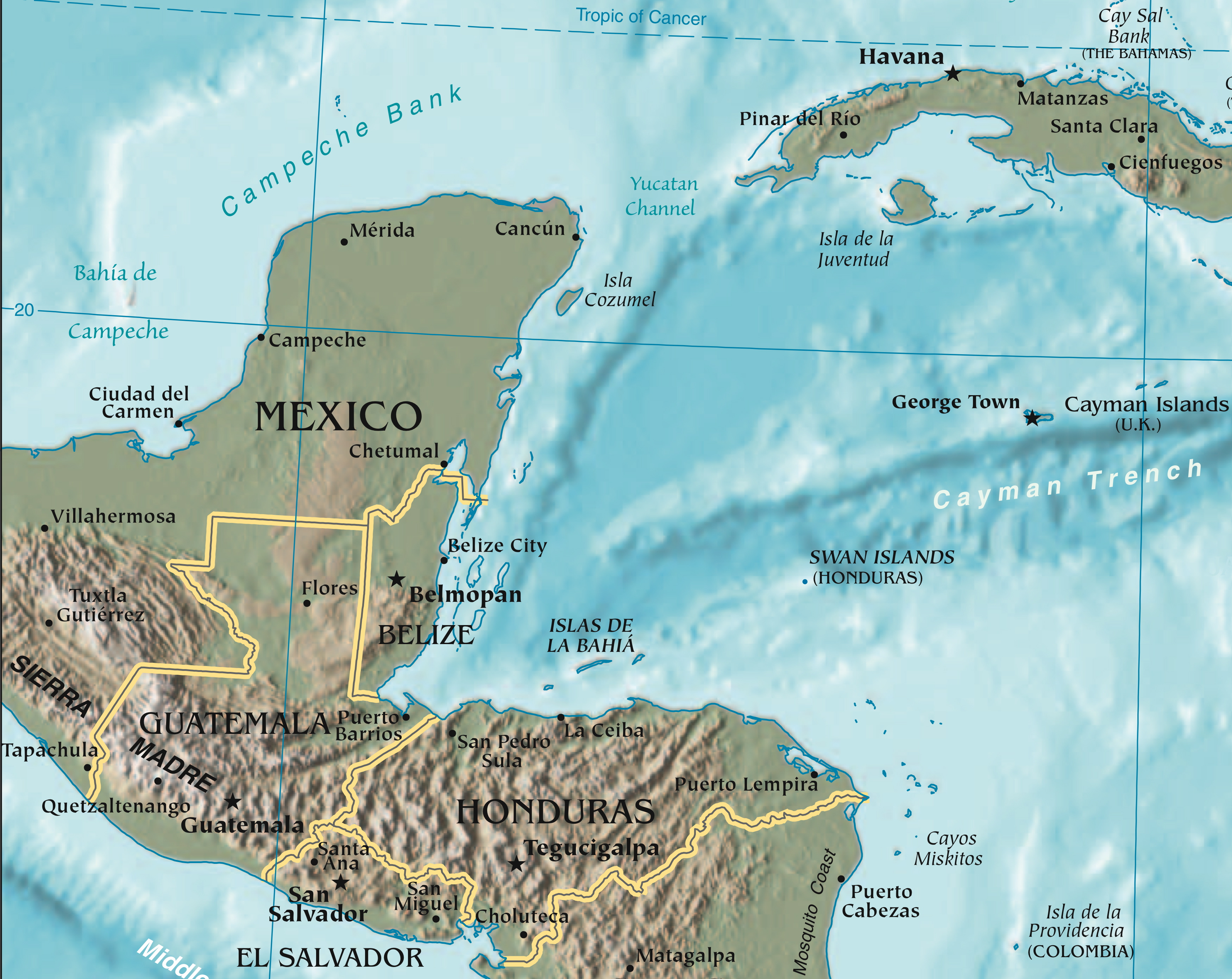
خلیج هندوراس در مرکز این نقشه نشان داده شده است.

خلیج هندوراس یک بریدگی بزرگ در دریای کارائیب است که سواحل بلیز، گواتمالا و هندوراس را شامل می‌شود. از شمال به جنوب، این خلیج حدود ۲۰۰ کیلومتر (۱۲۵ مایل) از دانگریگا، بلیز تا لا سیبا، هندوراس امتداد دارد.
خلیج داخلی هندوراس در کنار دیواره مرجانی بلیز قرار گرفته است که بخش جنوبی شبکه مرجانی مزوامریکا به طول ۹۰۰ کیلومتر (۶۰۰ مایل) است و دومین سیستم بزرگ صخره‌های مرجانی جهان محسوب می‌شود. دیواره مرجانی بلیز شامل تعدادی جزیرک کوچک است که به‌طور جمعی به نام جزایر پلیکان شناخته می‌شوند.
این خلیج با پویایی‌های پیچیده‌ای از آب‌های ساحلی و آزاد و جریان‌های اقیانوسی مشخص می‌شود که اکوسیستم بسیار متنوع و منحصربه‌فردی را ایجاد کرده است. این اکوسیستم شامل آب‌های ساحلی، پای‌رود، جزیره دیواره‌ای، کولاب، مانداب شور، جنگل حرا، بسترهای علف دریایی، صخره‌ها و صخره‌های مرجانی است.
آب‌های این خلیج از زهکشی ۱۲ رودخانه تأمین می‌شود که بده تقریبی آن‌ها ۱٬۲۳۲٬۰۰۰ لیتر (حدود ۳۰۰٬۰۰۰ گالن) در ثانیه است.
حدود خلیج توسط سازمان آب‌نگاری بین‌المللی مشخص نشده است. شمالی‌ترین نقطه آن به‌طور متفاوتی بلیز سیتی، دانگریگا یا گلدن اسپیت ذکر شده است و شرقی‌ترین نقطه آن پونتا سال، پونتا ایزوپو یا لا سیبا است. نقاط شمالی در ناحیه بلیز یا ناحیه استان کریک بلیز قرار دارند، در حالی که نقاط شرقی در استان آتلانتیدا هندوراس هستند.

## تاریخچه

### قرن بیستم
در تاریخ ۱۰ تا ۱۲ دسامبر ۱۹۸۹، نظام همگرایی آمریکای مرکزی کمیسیونی برای محیط زیست و توسعه ایجاد کرد که مأمور هماهنگی سیاست‌ها، پروژه‌ها و برنامه‌های حفاظت محیط زیست در منطقه بود. این کمیسیون در ۱۲ اکتبر ۱۹۹۴ با امضای «اتحاد برای توسعه پایدار آمریکای مرکزی» اولین طرح مدیریت محیط زیستی منطقه‌ای خود را تصویب کرد.